# Физиологически обоснованное фармакокинетическое моделирование

Графическое представление физиологической модели всего тела. Здесь оно разделено на семь отделов тканей/органов: мозг; легкие и сердце; поджелудочная железа; печень; кишечник; почки и жировая/мышечная ткань. Показаны потоки крови Q и концентрация [X] интересующего вещества

Физиологически обоснованное фармакокинетическое моделирование (англ. Physiologically based pharmacokinetic modelling, PBPK) — метод математического моделирования позволяющий прогнозировать всасывание, распределение, метаболизм и выведение (ADME) синтетических или природных химических веществ в организме человека и животных. PBPK-моделирование используют в фармацевтических исследованиях и разработке лекарственных препаратов, а также для оценки риска для здоровья применительно к косметическим средствам или химической продукции общего назначения.
Механистичность PBPK-моделей обеспечивается за счет математического преобразования анатомических, физиологических, физических и химических характеристик явлений, задействованных в сложных процессах ADME. Несмотря на значительную степень остаточного упрощения и эмпиризма, эти модели обладают более широкой областью применимости, чем классические фармакокинетические модели, основанные на эмпирических функциях. Модели PBPK можно использовать исключительно в прогностических целях, однако с появлением методов байесовской статистики для работы со сложными моделями стало возможно их применение и в других областях (например, в статистическом анализе) Это применимо как к оценке риска токсичности, так и к разработке лекарственных препаратов.
В PBPK-моделях изначально учитывается анатомическая и физиологическая структура организма, а также в определённой степени биохимические параметры. Обычно это мультикомпартментные модели, где компартменты соответствуют заранее определённым органам или тканям, а взаимосвязи отражают циркуляцию крови или лимфы (реже — диффузию). Можно разработать систему дифференциальных уравнений для концентрации или количества вещества в каждом компартменте модели. Параметры этой системы будут соответствовать циркуляции крови, скорости вентиляции легких, объёмам органов и прочим показателям, для которых имеются данные в научных публикациях. Полученные характеристики организма будут упрощенными, поэтому необходимо найти баланс между сложностью и простотой. Такие модели не только позволяют использовать априорную информацию о значениях параметров, но и упрощают межвидовое преобразование или экстраполяцию данных с одного способа применения на другой (например, с ингаляционного введения на прием внутрь). На рисунке справа представлен пример семикомпартментной PBPK-модели, позволяющей охарактеризовать трансформацию различных растворителей в организме млекопитающего.

## История
Первая фармакокинетическая модель, описанная в научной литературе, фактически представляла собой PBPK-модель. Однако необходимые вычисления в то время было сложно реализовать. Затем акцент сместился на более простые модели, для которых можно было получить аналитические решения (такие решения представляли собой суммы экспоненциальных членов, что привело к дальнейшему упрощению). В начале 1970-х годов с появлением компьютеров и алгоритмов численного интегрирования интерес к физиологическим моделям возобновился Для веществ со сложной кинетикой или в случаях, когда требовались межвидовые экстраполяции, простых моделей было недостаточно. Это обусловило необходимость дальнейших исследований физиологических моделей. К 2010 году PBPK-модели и их применение были описаны в сотнях научных публикаций. В настоящее время деятельность по меньшей мере двух частных компаний основана на опыте в данной области.

## Построение модели PBPK
Уравнения модели основаны на принципах переноса массы, динамики жидкостей и биохимии. Это позволяет смоделировать трансформацию вещества в организме. Компартменты, или камеры, модели обычно определяют путем группировки органов или тканей со схожими показателями скорости перфузии крови и содержания липидов (то есть органов со схожими профилями зависимости концентрации химического вещества от времени). Каналы входа (легкие, кожа, кишечный тракт и прочие), каналы выхода (почки, печень и прочие) и органы-мишени при изучении терапевтического эффекта или токсичности часто оценивают отдельно. Костную ткань можно исключить из модели, если оцениваемое вещество в ней не распределяется. Взаимосвязи между компартментами модели соответствуют физиологии (например, кровь на выходе из кишечника поступает в печень и т. д.).

### Основные уравнения переноса
Скорость распределения лекарственного препарата в ткани может быть ограничена перфузией или проницаемостью. Кинетика, ограниченная скоростью перфузии, применяется, когда тканевые мембраны не являются барьером для диффузии. При этом кровоток служит ограничивающим фактором для распределения лекарственного препарата в различных клетках организма (исходя из того, что препарат переносится в основном кровью, что наблюдается во многих случаях). Это, как правило, применимо к низкомолекулярным липофильным лекарственным средствам. При ограничении, обусловленном перфузией, мгновенная скорость поступления определённого количества препарата в компартмент равна объемной скорости потока крови, проходящей через орган, умноженной на концентрацию препарата в поступающей крови. В этом случае для типичного компартмента i дифференциальное уравнение для количества вещества Qi, определяющее скорость изменения этого количества, будет следующим:
{\displaystyle {dQ_{i} \over dt}=F_{i}(C_{art}-{{Q_{i}} \over {P_{i}V_{i}}})},
где Fi — кровоток (обозначенный как Q на рисунке выше); Cart — концентрация в поступающей артериальной крови; Pi — коэффициент распределения «ткань — кровь» и Vi — объём компартмента i.
Таким образом, полный набор дифференциальных уравнений для семикомпартментной модели, рассмотренной выше, можно представить в виде следующей таблицы.
| Ткань                                   | Дифференциальное уравнение |
| --------------------------------------- | --- |
| Кишечник                                | {\displaystyle {dQ_{g} \over dt}=F_{g}(C_{art}-{{Q_{g}} \over {P_{g}V_{g}}})}                                                                                                 |
| Почка                                   | {\displaystyle {dQ_{k} \over dt}=F_{k}(C_{art}-{{Q_{k}} \over {P_{k}V_{k}}})}                                                                                                 |
| Ткани с низкой перфузией (мышцы и кожа) | {\displaystyle {dQ_{p} \over dt}=F_{p}(C_{art}-{{Q_{p}} \over {P_{p}V_{p}}})}                                                                                                 |
| Головной мозг                           | {\displaystyle {dQ_{b} \over dt}=F_{b}(C_{art}-{{Q_{b}} \over {P_{b}V_{b}}})}                                                                                                 |
| Сердце и легкие                         | {\displaystyle {dQ_{h} \over dt}=F_{h}(C_{art}-{{Q_{h}} \over {P_{h}V_{h}}})}                                                                                                 |
| Поджелудочная железа                    | {\displaystyle {dQ_{pn} \over dt}=F_{pn}(C_{art}-{{Q_{pn}} \over {P_{pn}V_{pn}}})}                                                                                            |
| Печень                                  | {\displaystyle {dQ_{l} \over dt}=F_{a}C_{art}+F_{g}({{Q_{g}} \over {P_{g}V_{g}}})+F_{pn}({{Q_{pn}} \over {P_{pn}V_{pn}}})-(F_{a}+F_{g}+F_{pn})({{Q_{l}} \over {P_{l}V_{l}}})} |

Эти уравнения включают только условия переноса, без учёта входных и выходных параметров. Их можно смоделировать с использованием специальных членов уравнения, как показано ниже.

### Входные данные для моделирования
Входные данные при моделировании необходимы, чтобы получить информативное описание фармакокинетики химического вещества. Далее приведены примеры составления соответствующих уравнений.

#### Прием внутрь
При оценке болюсной дозы препарата для приема внутрь (например, при приеме таблетки внутрь) всасывание первого порядка — широко распространенное допущение. В этом случае уравнение для кишечника дополняют входным параметром с константой скорости всасывания Ka:
{\displaystyle {dQ_{g} \over dt}=F_{g}(C_{art}-{{Q_{g}} \over {P_{g}V_{g}}})+K_{a}Q_{ing}}.
Для этого требуется определить уравнение для количества препарата, принятого внутрь и присутствующего в просвете кишечника:
{\displaystyle {dQ_{ing} \over dt}=-K_{a}Q_{ing}}.
При отсутствии компартмента модели для кишечника в качестве входного параметра можно использовать печень. Однако в этом случае возможна некорректная оценка локального метаболизма в кишечнике. Для моделирования аппроксимативно непрерывного всасывания (например, с помощью питьевой воды) можно использовать скорость всасывания нулевого порядка (где значение Ring представлено в единицах массы в зависимости от времени):
{\displaystyle {dQ_{g} \over dt}=F_{g}(C_{art}-{{Q_{g}} \over {P_{g}V_{g}}})+R_{ing}}.
Можно использовать и более сложную модель всасывания в кишечнике. В этих моделях дополнительные компартменты соответствуют различным участкам просвета и тканей кишечника. Можно также учитывать такие показатели, как рН кишечника, время транзита и наличие активных переносчиков.

#### Кожное депо
Всасывание химического вещества, нанесенного на кожу, также можно смоделировать с использованием членов первого порядка. В этом случае рекомендуется оценивать кожу отдельно от других тканей, чтобы достоверно различить участки кожи, подверженные и не подверженные воздействию, а также отличить жизнеспособную кожу (дерма и эпидермис) от рогового слоя (верхний слой кожи, подвергающийся воздействию). Данный подход используется в работе Bois F., Diaz Ochoa J.G., Gajewska M., Kovarich S., Mauch K., Paini A., Péry A., Sala Benito J.V., Teng S., Worth A. Multiscale modelling approaches for assessing cosmetic ingredients safety. Toxicology (в печати; doi: 10.1016/j.tox.2016.05.026).

Между роговым слоем, не подвергающимся воздействию, и находящейся под ним жизнеспособной кожей происходит обмен путем диффузии:
{\displaystyle {dQ_{{sc}_{u}} \over dt}=K_{p}\times S_{s}\times (1-f_{S_{e}})\times ({Q_{s_{u}} \over {P_{sc}V_{{sc}_{u}}}}-C_{{sc}_{u}})},
где Kp — коэффициент распределения; Ss — общая площадь поверхности кожи; fSe — доля площади поверхности кожи, подвергшейся воздействию.

Для жизнеспособной кожи, не подвергающейся воздействию:
{\displaystyle {dQ_{s_{u}} \over dt}=F_{s}(1-f_{S_{e}})(C_{art}-{{Q_{s_{u}}} \over {P_{s}V_{s_{u}}}})-{dQ_{{sc}_{u}} \over dt}}.
Для рогового слоя кожи, подвергающегося воздействию:
{\displaystyle {dQ_{{sc}_{e}} \over dt}=K_{p}\times S_{s}\times f_{S_{e}}\times ({Q_{s_{e}} \over {P_{sc}V_{{sc}_{e}}}}-C_{{sc}_{e}})}.
Для жизнеспособной кожи, подвергающейся воздействию:
{\displaystyle {dQ_{s_{e}} \over dt}=F_{s}f_{S_{e}}(C_{art}-{{Q_{s_{e}}} \over {P_{s}V_{s_{e}}}})-{dQ_{{sc}_{e}} \over dt}}.
Поступление dt(QSkin_u) и dt(QSkin_e) из артериальной крови и обратно в венозную кровь.

#### Внутривенное введение
Внутривенное введение — распространенный способ применения лекарственных препаратов в клинической практике.

#### Ингаляционное введение
Ингаляционное введение осуществляется через легкие, и этот процесс практически неотделим от выдыхания.

### Моделирование метаболизма
Существует несколько способов моделирования метаболизма. В некоторых моделях предпочтительно использовать линейную скорость выведения. Для этого можно воспользоваться простым дифференциальным уравнением. Для получения более точных результатов обычно применяют уравнение Михаэлиса — Ментен:
{\displaystyle v={\frac {d[P]}{dt}}={\frac {V_{\max }{[S]}}{K_{m}+[S]}}}.

## Области применения PBPK-моделирования

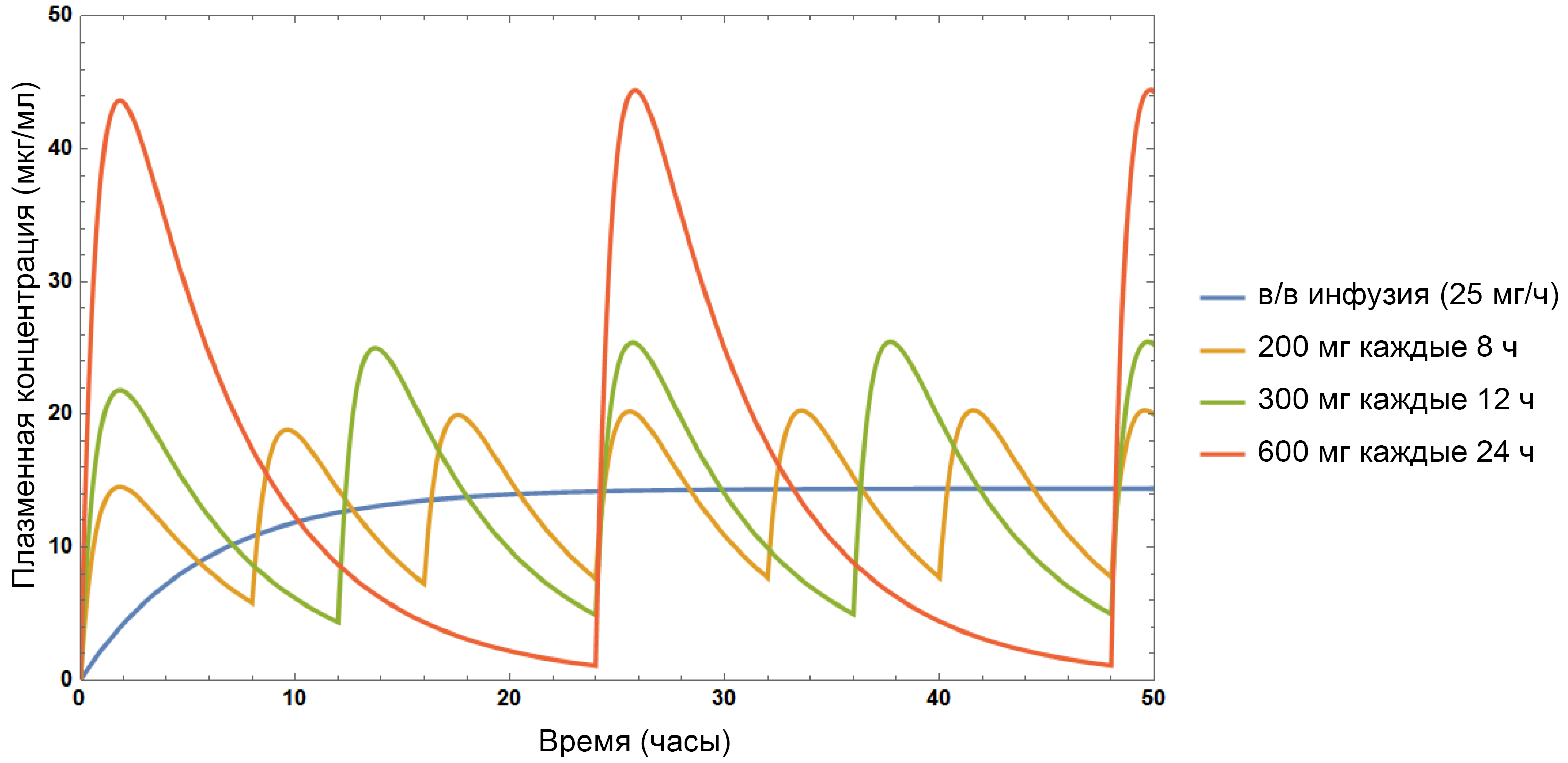
Моделированные кривые зависимости концентрации лекарственного препарата в плазме от времени после внутривенного введения и многократного перорального введения. Препарат имеет период полувыведения 4 часа и видимый объем распределения 10 литров

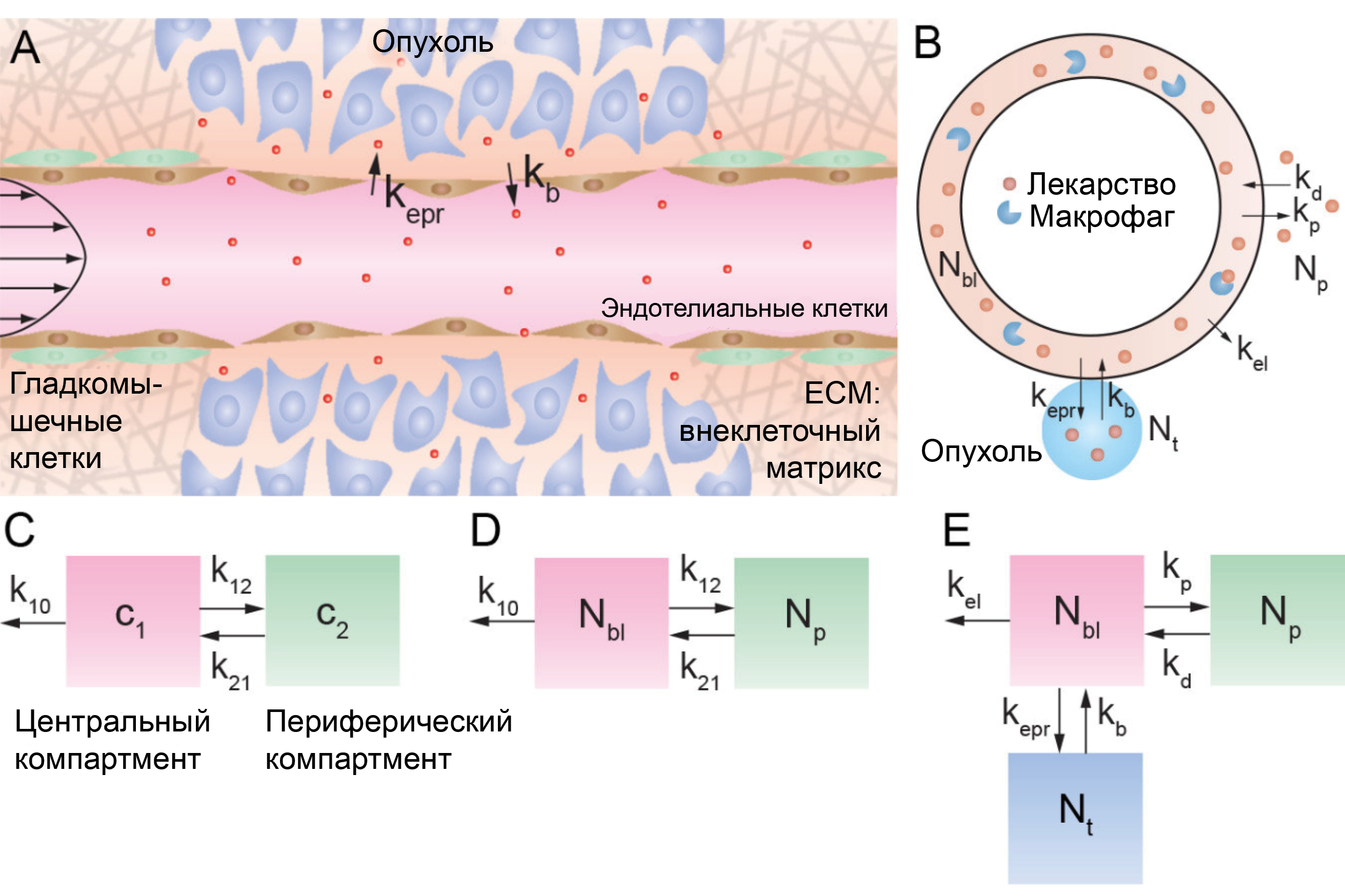
Фармакокинетическая модель попадания лекарств в опухоль: A — схематическое изображение опухолевого сосуда, иллюстрирующее потерю гладкомышечных клеток, локальную деградацию внеклеточного матрикса и повышенную проницаемость эндотелия; В — иллюстрация фармакокинетической модели с учётом эффекта ЭПР. Константы скорости k_{p} и k_{d} описывают обмен с периферическим объёмом. Константы скорости k_{epr} и k_{b} описывают экстравазацию из кровотока в опухоль и интравазацию обратно в кровоток соответственно. Константа скорости k_{el} представляет собой клиренс почками, СМП и любые другие неопухолевые процессы элиминации, так что когда k_{b} = 0, k_{10} = k_{epr} + k_{el}, где k_{el} — константа скорости элиминации; C — стандартная двухкомпартментная модель с центральным и периферийным комартментами: с_{1} и с_{2} представляют концентрацию лекарственного препарата в крови (центральное отделение) и нормальной ткани (периферическое отделение) соответственно. Константа скорости первого порядка k_{10} описывает все пути элиминации, включая клиренс почками, поглощение СМП и накопление в опухоли. Константы скорости первого порядка k_{12} и k_{21} описывают обмен между двумя компартментами. Заметим, что k_{p} = k_{12}, kd = k_{21}; D — модель с двумя комартмантами, определяемая с точки зрения количества лекарства, где N_{bl} — количество лекарства в крови (мг); N_{p} — количество в периферических тканях (мг); E — модель с тремя компартментами с добавлением компартмента опухоли, где N_{t} — количество лекарства в опухоли. Обмен с опухолью описывается константами скорости k_{epr} и k_{b} соответственно. Константа скорости k_{el} описывает пути элиминации, включая клиренс почками и поглощение СМП, но не включает накопление в опухоли

PBPK-модели по аналогии со многими другими моделями являются компартментными. Тем не менее они обладают рядом преимуществ по сравнению с так называемыми классическими фармакокинетическими моделями, которые в меньшей степени основаны на физиологии. PBPK-модели можно первоначально использовать для абстрактного представления и последующего согласования разрозненных данных (полученных в физико-химических или биохимических исследованиях, фармакологических или токсикологических исследованиях iin vitro или in vivo и проч.). Они также позволяют оценить внутренние концентрации химических веществ или их метаболитов в организме, в частности возможна оценка терапевтических или токсических концентраций таких химических веществ или метаболитов в местах их воздействия. Наконец такие модели способствуют интерполяции и экстраполяции данных для следующих показателей:
- дозы: например с высоких концентраций, обычно используемых в лабораторных экспериментах, на концентрации, наблюдаемые в окружающей среде;
- продолжительность воздействия: например с непрерывного на прерывистое или с однократного на многократное воздействие;
- способы применения: например с ингаляционного введения на прием внутрь;
- биологический вид: например преобразование данных для грызунов в данные для человека, до первого применения лекарственного препарата в клиническом исследовании или в случаях, когда эксперименты с участием человека считаются неэтичными (например, когда соединение токсично и не оказывает терапевтического эффекта);
- группы пациентов: например мужчины и женщины, взрослые пациенты и дети, небеременные и беременные женщины и проч.;
- с условий iin vitro на условиях in vivo[13].

Некоторые из этих экстраполяций считаются параметрическими: для экстраполяции требуются только изменения входных данных или значений параметров (обычно применительно к экстраполяции значений дозы и времени). Другие экстраполяции считаются непараметрическими, то есть требуют изменения самой структуры модели (например, при экстраполяции данных на беременную женщину следует добавить уравнения для плода).
В связи с механистической основой PBPK-моделей, ещё одна потенциальная область применения PBPK-моделирования — это проверка гипотез. Например, если пероральная биодоступность лекарственного соединения оказывается ниже ожидаемой, возможна оценка различных структур (то есть гипотез) и значений параметров модели, чтобы определить, какие модели и (или) параметры обеспечивают наилучшее соответствие наблюдаемым данным. Если наилучшее соответствие наблюдается для гипотезы, согласно которой низкая биодоступность обусловлена метаболизмом в кишечнике, то результаты PBPK‑моделирования лучше подтверждают эту гипотезу по сравнению с другими оцениваемыми гипотезами.
Таким образом, PBPK-моделирование можно использовать, помимо прочего, для оценки роли опосредованного переносчиками переноса, насыщения клиренса, кишечно-печеночной рециркуляции исходного соединения, внепеченочной/внекишечной элиминации, растворимости in vivo, превышающей расчетное значение in vitro, лекарственно-индуцированного замедления эвакуации содержимого желудка, снижения всасывания в кишечнике и местных изменений всасывания в кишечнике.

## Ограничения и дополнительные возможности применения PBPK-моделирования
Каждая методика моделирования имеет свои сильные и слабые стороны. PBPK‑моделирование не исключение. Одно из ограничений — возможность использования большого количества параметров, некоторые из которых могут быть взаимосвязанными. Это может отрицательно повлиять на идентифицируемость параметров или привести к их избыточности. Тем не менее существует возможное (и широко применяемое) решение: прямое моделирование взаимосвязей между параметрами (например, нелинейные отношения между возрастом, массой тела, объёмами органов и циркуляцией крови).
После присвоения численных значений каждому параметру PBPK-модели обычно используют специализированное или общее компьютерное программное обеспечение для численного интегрирования набора обычных дифференциальных уравнений, подобных описанным выше, чтобы рассчитать численное значение для каждого компартмента модели при заданных значениях времени. Иногда такие уравнения включают только линейные функции каждого значения для компартмента или к ним применяются ограничивающие условия (например, когда входные значения очень низкие), гарантирующие точное приближение такой линейности. В таких случаях эти уравнения можно решать аналитически для получения уравнений в явном виде (или, в случае ограничивающих условий, очень точных приближений) для средневзвешенного по времени (TWA) значения для каждого компартмента как функции значения TWA каждого указанного входного значения (см., например,).
С одной стороны, PBPK-модели могут опираться на модели прогнозирования химических свойств (модели количественного соотношения «структура — активность» (QSAR) или прогностические модели химических свойств). Например, модели QSAR можно использовать для оценки коэффициентов распределения. Они также применимы к моделям системной биологии метаболических путей, но не заменяют их. Кроме того, они схожи с моделями физиома, но не предназначены для детального моделирования физиологических функций за пределами циркуляции жидкостей. В целом четыре типа моделей, упомянутые выше, могут взаимно дополнять друг друга при интеграции.

## Рекомендации
1. ↑  Gelman, A. (1996). Physiological pharmacokinetic analysis using population modeling and informative prior distributions. Journal of the American Statistical Association. 91 (436): 1400–1412. CiteSeerX 10.1.1.44.2288. doi:10.1080/01621459.1996.10476708.
2. ↑  Teorell, T. (1937). Kinetics of distribution of substances administered to the body. Archives Internationales de Pharmacodynamie et de Thérapie. 57: 205–240.
3. ↑  Gibaldi M., and Perrier D. Pharmacokinetics,, Second Edition, revised and expanded ed.. — New-York : Marcel Dekker, 1982.
4. ↑  Bischoff, K.B. (1971). Methotrexate pharmacokinetics. Journal of Pharmaceutical Sciences. 60 (8): 1128–1133. doi:10.1002/jps.2600600803. PMID 5127083.
5. ↑  Dedrick, R.L. (1973). Pharmacokinetics of 1-beta-D-arabinofuranosylcytosine (ARA-C) deamination in several species. Biochemical Pharmacology. 22 (19): 2405–2417. doi:10.1016/0006-2952(73)90342-0. PMID 4200888.
6. ↑  Gerlowski, L.E. (1983). Physiologically based pharmacokinetic modeling: principles and applications. Journal of Pharmaceutical Sciences. 72 (10): 1103–1127. doi:10.1002/jps.2600721003. PMID 6358460.
7. ↑  Droz, P.O. (1983). Human styrene exposure - V. Development of a model for biological monitoring. International Archives of Occupational and Environmental Health. 53 (1): 19–36. doi:10.1007/bf00406174. PMID 6654499.
8. ↑  Lutz, R.J. (1984). Comparison of the pharmacokinetics of several polychlorinated biphenyls in mouse, rat, dog, and monkey by means of a physiological pharmacokinetic model. Drug Metabolism and Disposition. 12 (5): 527–535. PMID 6149901.
9. ↑  Physiologically based pharmacokinetic/toxicokinetic modeling // Computational Toxicology. — 2012. — Vol. 929. — P. 439–499. — ISBN 978-1-62703-049-6. — doi:10.1007/978-1-62703-050-2_18.
10. ↑  Jeong, Yoo-Seong (2017). Estimation of the minimum permeability coefficient in rats for perfusion-limited tissue distribution in whole-body physiologically-based pharmacokinetics. European Journal of Pharmaceutics and Biopharmaceutics. 115: 1–17. doi:10.1016/j.ejpb.2017.01.026. PMID 28215648.
11. ↑  Espié, Pascal (2009). Physiologically based pharmacokinetics (PBPK). Drug Metabolism Reviews. 41 (3): 391–407. doi:10.1080/10837450902891360. ISSN 1097-9883. PMID 19601719.
12. ↑  Darwich, AS (2012). A mechanistic pharmacokinetic model to assess modified oral drug bioavailability post bariatric surgery in morbidly obese patients: interplay between CYP3A gut wall metabolism, permeability and dissolution. Journal of Pharmacy and Pharmacology. 64 (7): 1008–1024. doi:10.1111/j.2042-7158.2012.01538.x. PMID 22686346.
13. ↑  Bouvier d'Yvoire, M. (2007). Physiologically-based kinetic modelling (PBK modelling): meeting the 3Rs agenda - The report and recommendations of ECVAM Workshop 63a. Alternatives to Laboratory Animals. 35 (6): 661–671. doi:10.1177/026119290703500606. PMID 18186671.
14. ↑  Peters, SA (2008). Evaluation of a generic physiologically based pharmacokinetic model for lineshape analysis. Clin Pharmacokinet. 47 (4): 261–75. doi:10.2165/00003088-200847040-00004. PMID 18336055.
15. ↑  Bogen, K.T. (1988). Pharmacokinetics for regulatory risk analysis: The case of trichloroethylene. Regulatory Toxicology and Pharmacology. 8 (4): 447–466. doi:10.1016/0273-2300(88)90045-1. PMID 3222486. Архивировано 31 мая 2023. Дата обращения: 31 мая 2023.
16. ↑  Bogen, K.T. (1989). Pharmacokinetics for regulatory risk analysis: The case of 1,1,1-trichloroethane (methyl chloroform). Regulatory Toxicology and Pharmacology. 10 (1): 26–50. doi:10.1016/0273-2300(89)90011-1. PMID 2672126.
17. ↑  Bois, F.Y. (2009). Physiologically-based modelling and prediction of drug interactions. Basic & Clinical Pharmacology & Toxicology. 106 (3): 154–161. doi:10.1111/j.1742-7843.2009.00488.x. PMID 19912164.

Дополнительные ссылки:

## Форумы
- Ecotoxmodels — это веб-сайт, посвященный математическим моделям в экотоксикологии.

## Программное обеспечение
Специальное программное обеспечение:
- БиоДМЕТ
- ГастроПлюс
- Максим2
- ПК-Сим
- ПКквест
- PSE: gCOAS
- Симцип Симулятор
- Верстак ADME

Общее программное обеспечение:
- АДАПТ 5
- Беркли Мадонна
- COPASI: Симулятор биохимической системы
- Эколего
- Бесплатное программное обеспечение для моделирования : GNU MCSIM
- Октава ГНУ
- Matlab PottersWheel
- Модельмейкер
- Физиолаб
- Пакет R deSolve
- СААМ II
- Phoenix WinNonlin/NLME/IVIVC/Trial Simulator